# Toyah (gruppo musicale)
I Toyah sono stati un gruppo musicale inglese guidato dalla cantante Toyah Willcox e attivo dal 1977 al 1983.
Insieme alla cantante, l'unico componente stabile del gruppo è stato il chitarrista e autore Joel Bogen.

## Componenti
- Toyah Willcox – 1977–1983, voce
- Joel Bogen – 1977–1983, chitarra
- David Robin – 1977–1978, batteria
- John Phillips – 1977, chitarra
- Carrie Kotzberg – 1977, voce
- Raja Curry – 1977, basso
- Tony Ollman – 1977–1978, basso
- Peter Bush – 1977–1980, tastiera
- John Windy Miller – 1978, basso
- Mark Henry – 1979, basso
- Steve Bray – 1979–1980, batteria
- Charlie Francis – 1979–1980, basso
- Phil Spalding – 1980–1983, basso
- Nigel Glockler – 1981, batteria
- Adrian Lee – 1981, tastiera
- Miffy Smith - 1982, tastiera, sintetizzatore, sassofono
- Simon Phillips – 1982, batteria
- Keith Hale – 1982, tastiera
- Simon Darlow – 1982–1983, tastiera, effetti, chitarra
- Chris Blackwell – 1982, batteria
- Andy Duncan – 1983, batteria, percussioni
- Brad Lang – 1983, basso

## Discografia parziale
- 1979 – Sheep Farming in Barnet
- 1980 – The Blue Meaning
- 1980 – Toyah! Toyah! Toyah!
- 1981 – Anthem
- 1982 – The Changeling
- 1982 – Warrior Rock: Toyah on Tour
- 1983 – Love Is the Law